# Microcharon bureschi
Microcharon bureschi là một loài chân đều trong họ Microparasellidae. Loài này được Cvetkov miêu tả khoa học năm 1976.